# Diario di guerra

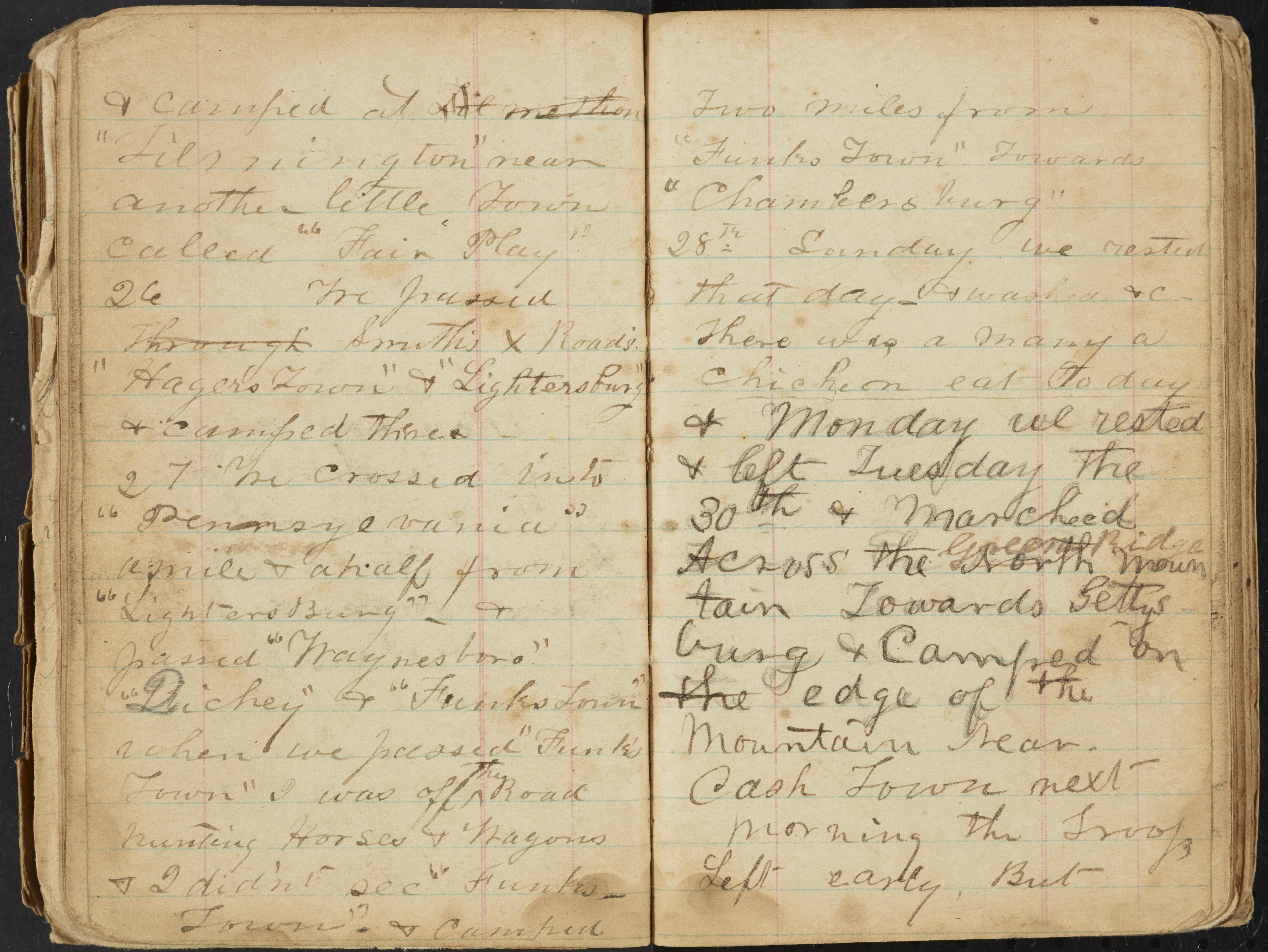
Diario di guerra risalente alla guerra di secessione americana

Il diario di guerra è un registro ufficiale regolarmente aggiornato sulle attività di guerra svolte da parte di un'unità militare. Lo scopo dei diari è quello di migliorare l'addestramento e le tattiche delle unità nonché quello di tenere traccia delle attività belliche svolte, anche per un uso storico. I diari di guerra contengono dati sull'amministrazione e sulle operazioni svolte dall'unità, ma anche informazioni sul personale partecipante.

## Nel mondo

### Germania
I diari di guerra (Tedesco: Kriegstagebuch, plurale Kriegstagebücher) sono stati inventati dall'Esercito prussiano. Il 22 aprile 1850, il Ministro della Guerra Prussiano, August von Stockhausen, ha ordinato a tutti i comandanti delle unità più grandi di tenere dei diari di guerra. Tutte le azioni militari significanti, spostamenti, ordini e messaggi importanti, perdite di materiali e uomini, rinforzi, ecc. dovevano essere registrati. Successivamente i regolamenti della Prussia del 1870, dell'Impero tedesco del 1895 e del 1916 e della Germania nazista del 1940 sono rimasti molto simili a quello iniziale del 1850.

### Regno Unito

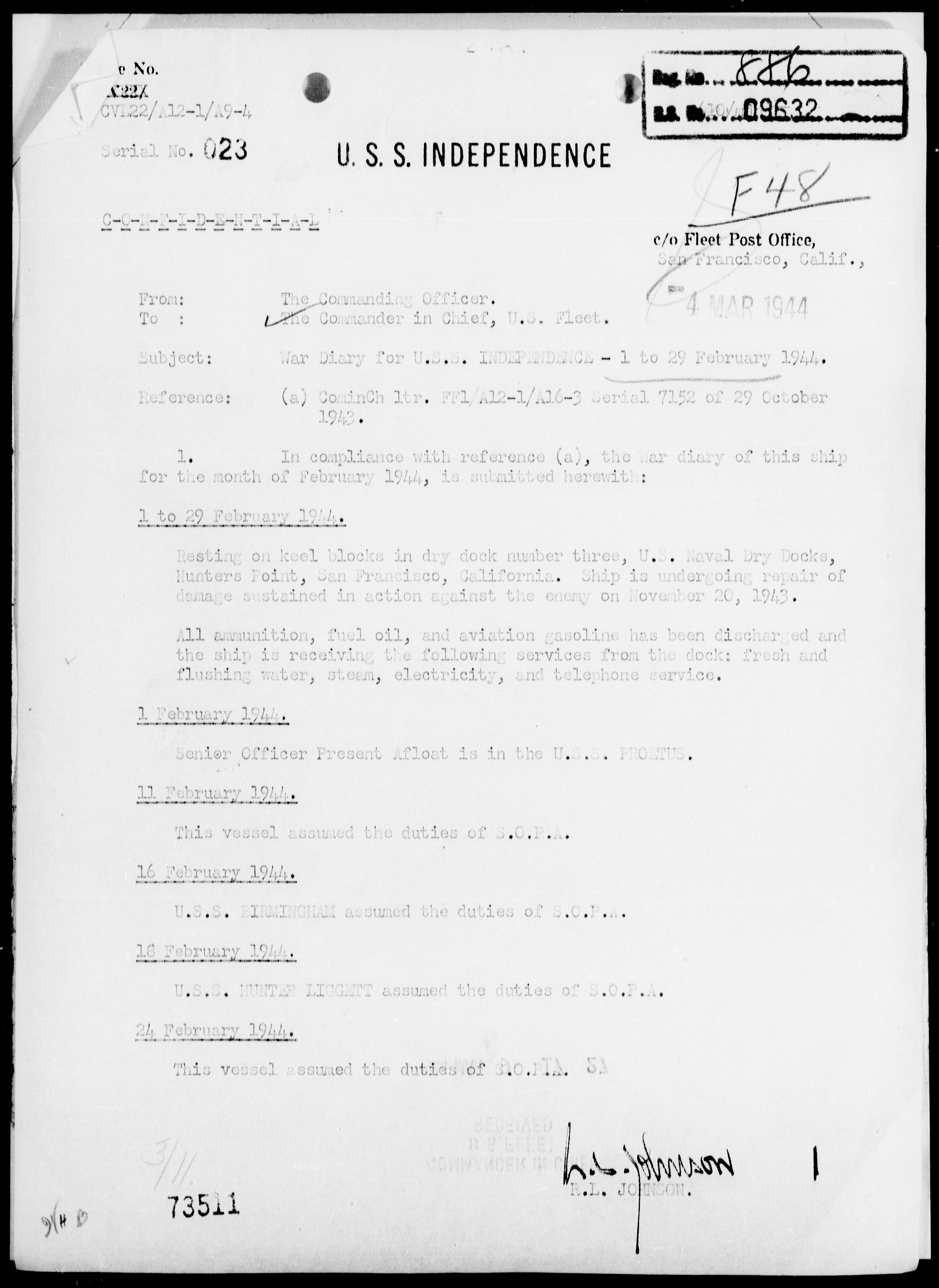
Diario di guerra della U.S.S. Independece

L'Esercito Britannico ha cominciato ad utilizzare i diari nel 1907 per evitare di ripetere gli errori fatti nella Seconda guerra boera, e continua ad utilizzarli nelle zone di operazioni tutt'oggi.

### Australia
L'Esercito Australiano identifica come figura designata al mantenimento dei diari di ogni unità l'ufficiale d'intelligence o l'aiutante d'unità. Contiene un registro aggiornato regolarmente di tutte le attività svolte nonché copie di rapporti, messaggi ricevuti e mappe.

### Stati Uniti d'America
I diari delle unità della United States Navy e dello United States Marine Corps sono stati declassificati il 31 dicembre 2012 dall'Office of the Chief of Naval Operations (OCNO) e resi pubblici attraverso la National Archives and Records Administration (NARA). Questi diari fanno parte di una collezione più estesa che va dal 1875 al 2006.